# Straight Between the Eyes
Straight Between the Eyes – szósty album studyjny zespołu Rainbow wydany w 1982 roku, jest drugim albumem w składzie z wokalistą Joe Lynn Turnerem. Na stanowisku instrumenty klawiszowe nastąpiła zmiana: w miejsce Dona Aireya pojawił się David Rosenthal.

## Lista utworów
Wszystkie, z wyjątkiem opisanych skomponowali Joe Lynn Turner, Ritchie Blackmore i Roger Glover.

### Strona A
| 1. | "Death Alley Driver" (Turner, Blackmore) | 4:42  |
|    |                                          |       |
| 2. | "Stone Cold"                             | 5:17  |
|    |                                          |       |
| 3. | "Bring on the Night (Dream Chaser)"      | 4:06  |
|    |                                          |       |
| 4. | "Tite Squeeze"                           | 3:15  |
|    |                                          |       |
| 5. | "Tearin' Out My Heart"                   | 4:03  |
|    |                                          |       |
|    |                                          | 21:23 |
|    |                                          |       |

### Strona B
| 6. | "Power"                                                | 4:26  |
|    |                                                        |       |
| 7. | "MISS Mistreated" (Turner, Blackmore, David Rosenthal) | 4:27  |
|    |                                                        |       |
| 8. | "Rock Fever" (Turner, Blackmore)                       | 3:50  |
|    |                                                        |       |
| 9. | "Eyes of Fire" (Turner, Blackmore, Bobby Rondinelli)   | 6:37  |
|    |                                                        |       |
|    |                                                        | 19:20 |
|    |                                                        |       |

## Skład zespołu
- Ritchie Blackmore – gitary
- Joe Lynn Turner – śpiew
- David Rosenthal – instrumenty klawiszowe
- Roger Glover – gitara basowa
- Bobby Rondinelli – perkusja

## Informacje dodatkowe
- Nick Blagona – inżynier dźwięku
  - Robbie Whelan – asystent
- Nagrywane w Le Studio, Morin Heights, Kanada
- Roger Glover i Nick Blagona – mix
- Greg Calbi – obróbka cyfrowa w Sterling Studios w Nowym Jorku

## Single
- 1982 – Stone Cold/Rock Fever
- 1982 – Death Alley Driver/Power (Japonia)